# Psychotria jimenezii
Psychotria jimenezii är en måreväxtart som beskrevs av Paul Carpenter Standley. Psychotria jimenezii ingår i släktet Psychotria och familjen måreväxter. Inga underarter finns listade i Catalogue of Life.